# Garcinia longipedicellata
Garcinia longipedicellata är en tvåhjärtbladig växtart som beskrevs av André Joseph Guillaume Henri Kostermans. Garcinia longipedicellata ingår i släktet Garcinia och familjen Clusiaceae. Inga underarter finns listade i Catalogue of Life.